# شوهي ماتسوبارا
شوهي ماتسوبارا (باليابانية: 松原 修平) (11 أغسطس 1992 في هاكوداته في اليابان – )؛ هو لاعب كرة قدم سابق كان يلعب كحارس مرمى.

## وصلات خارجية
- شوهي ماتسوبارا على موقع رابطة كرة القدم اليابانية للمحترفين (اليابانية)
- شوهي ماتسوبارا على موقع قاعدة بيانات كرة القدم.إي يو (الإنجليزية)
- شوهي ماتسوبارا على موقع Soccerway.com (الإنجليزية)
- شوهي ماتسوبارا على موقع عالم كرة القدم.نت (الإنجليزية)